# Carlo Balestra di Mottola
Carlo Balestra, Marchese di Mottola (Roma, 2 maggio 1911 – 20 febbraio 1998), è stato un militare, diplomatico e politico italiano.

## Biografia
Di nobiltà acquisita nell'Ottocento, è stato combattente nell'Africa Orientale Italiana, ambasciatore italiano presso lo Stato Indipendente di Croazia e federale di Roma.